# 7554 Johnspencer
7554 Johnspencer (1981 GQ) là một tiểu hành tinh vành đai chính được phát hiện ngày 5 tháng 4 năm 1981 bởi E. Bowell ở trạm Anderson Mesa thuộc Đài thiên văn Lowell.